# Naturschutzgebiet Wacholderheide Kihlenberg
Das Naturschutzgebiet Wacholderheide Kihlenberg ist ein 4,73 ha großes Naturschutzgebiet (NSG) westlich vom Dorf Kruberg im Gemeindegebiet von Kirchhundem im Kreis Olpe in Nordrhein-Westfalen. 1938 und 2004 hat die Bezirksregierung Arnsberg das Gebiet per Verordnung als NSG ausgewiesen. Bei der Ausweisung 1938 handelt es sich um eine der ersten NSG-Ausweisungen in Westfalen. Vier Hektar des NSG sind seit 2004 auch als FFH-Gebiet Wacholderheide Kihlenberg (DE-4913-302) ausgewiesen. Das Gebiet wurde 2020 mit dem Landschaftsplan Landschaftsplan Nr. 5 Rothaarvorhöhen zwischen Olpe und Altenhundem durch den Kreistag des Kreises Olpe erneut als NSG ausgewiesen.

## Gebietsbeschreibung
Die Wacholderheide liegt auf dem Bergrücken des Kihlenberges. Bei dem NSG handelt es sich um eine Wacholderheide mit Zwergstrauchheiden. Die Vegetation wird von einer drahtschmielenreichen Wacholder-Bergheide geprägt. Die Wacholder bilden teils ein dichtes Wacholdergebüsch. Die Wacholder erreichen meist 2 bis 3 m Höhe und bilden stellenweise ein nahezu undurchdringliches Gebüsch. Eingestreut finden sich kleine und größere, wacholderfreie Stellen, die zumeist von der Drahtschmiele beherrscht werden. In weiten Bereichen dominieren aber auch noch Heidekraut und Heidelbeere. Im Norden des Schutzgebietes ist vor Jahren eine kleine Fläche abgeschoben worden, auf der sich Besenheide etabliert hat. Die Heide ist von älteren Einzelbäumen durchsetzt. Bei den Einzelbäumen handelt es sich um Laub- und Nadelbäume. Im Südwesten des NSG stehen oberhalb eines unbefestigten Weges eine alte, stattliche Hutebuchenreihe, wobei einzelne Hutebuchen bereits abgestorben sind. Randlich befinden sich auch lichte Traubeneichenbereiche. Bei Ausweisung war das NSG von Fichtenwald umgeben.
Große Teile des NSG sind ein gesetzlich geschütztes Biotope nach § 30 BNatSchG.
Das Biotopkataster vom Landesamt für Natur, Umwelt und Verbraucherschutz Nordrhein-Westfalen führt zum NSG auf: „Das NSG "Kihlenberg" ist eine der größten und bedeutendsten Wacholderheiden im Naturraum Bergisches Land - Sauerland. Die alten, stattlichen und teilweise tief beasteten (Hude-)Bäume sind markante Baumgestalten. Das Naturschutzgebiet Wacholderheide Kihlenberg ist ein herausragendes Biotopelement im europäischen Schutzgebietssystem Natura 2000. Vegetationskontrolle und extensive Beweidung analog der historischen Landnutzung sind Grundlage einer effektiven Heidepflege. Zur Verbesserung der Rahmenbedingungen für das Heidemanagement sollte ergänzend der angrenzende Fichten-Hochwald zurückgenommen werden.“

## Schutzzweck
Laut Landschaftsplan erfolgte die Ausweisung:
- „zur Erhaltung, Entwicklung und Wiederherstellung einer überregional bedeutsamen Wacholderheide mit seltenen und gefährdeten sowie landschaftsraumtypischen Tier- und Pflanzenarten. In ihrer natürlichen Vergesellschaftung sind insbesondere Wacholderbestände auf Zwergstrauchheiden (FFH-Lebensraumtyp 5130) sowie lichte Eichenwälder zu erhalten und zu entwickeln,“
- „aus wissenschaftlichen, naturgeschichtlichen und landeskundlichen Gründen, insbesondere zur Erhaltung der kulturhistorisch bedeutsamen Wacholderheide als Zeugnis der historischen Hude- und Plaggennutzung,“
- „wegen der Seltenheit, besonderen Eigenart und hervorragenden Schönheit des Gebietes,“
- „zur Sicherung als Kernfläche im Biotopverbund.“[1]

## Gebote
Für das NSG wurden drei spezielle Gebote erlassen:
- „den Anteil an Zwergstrauchheide durch geeignete Maßnahmen, wie Plaggen, zu vermehren,“
- „Zwergstrauchheide und Wacholder durch Entbuschen freizustellen,“
- „eine extensive Nutzung (Beweidung) der offenen Bereiche zu gewährleisten,“
- „den Alt- und Totholzanteil zu erhalten und zu vermehren,“
- „Waldbestände weitgehend der natürlichen Entwicklung zu überlassen und nur bei einer Gefährdung der Lebensräume einzugreifen,“
- „Nadelholzbestände, welche Biotoptypen nach § 30 BNatSchG i .V. m. § 42 LNatSchG gefährden, oder nadelholzbestockte Flächen, die standörtlich günstige Bedingungen für die Entwicklung seltener Waldgesellschaften bieten, vorrangig in Laubholzbestände aus lebensraumtypischen Laubholzarten umzuwandeln (Festsetzung nach § 12 LNatSchG).“[1]